# Саша Клементс
Саша Ніколь Клементс (англ. Sasha Nicole Clements; *14 березня 1990, Торонто) — канадська актриса.

## Фільмографія
- 2014: «Як створити ідеального хлопця»